# Silver City (New Mexico)
Silver City ist eine Stadt im Südwesten des US-Bundesstaates New Mexico im Grant County. Sie hat 9.704 Einwohner und eine Fläche von 26,3 km². Silver City wurde 1870 gegründet und wurde nach einer Silbermine in der Nähe der Stadt benannt.

## Verkehr
In der Nähe der Stadt liegen die Flughäfen Turner Ridgeport Airport, Whiskey Creek Airport und Grant County Airport. Silver City wird vom U.S. Highway 180 und der New Mexico State Route 15 tangiert.

## Trivia
Im Film Friendship! mit Matthias Schweighöfer spielt die Stadt eine Rolle als Zwischenstopp auf dem Weg von New York nach San Francisco.
Außerdem spielt Silver City als Ziel eines Rennens eine entscheidende Rolle im Film Rat Race.
Die bekannte Schauspielerin Nichelle Nichols starb 2022 in Silver City.

## Persönlichkeiten
- Charles S. Kilburn (1895–1978), Brigadegeneral der United States Army